# بيت ردم (بني مطر)

تعديل مصدري - تعديل

بيت ردم هي إحدى قرى عزلة شهاب الأسفل بمديرية بني مطر التابعة لمحافظة صنعاء، بلغ تعداد سكانها 3238 نسمة حسب تعداد اليمن لعام 2004.